# 百萬位元組
（縮寫為MB）是信息计量单位字节的多倍形式。国际单位制（SI）以1,000,000（106）来定义前缀兆，故1兆字节表示1,000,000字节。但在信息技术领域中，尤其是表示主存储容量时，兆字节通常与mebibyte混淆，表示1,048,576（220）个字节，常被简称为兆。
Mebibyte（缩写：MiB）是另一个类似的單位，使用二进制前缀，表示1,048,576（220）字节，由国际电工委员会（IEC）于1998年制定。这个单位被设计用来某些时候替代兆字节，因为在计算机相关内容中MB有可能被用来等于220，虽然数值很相近，但MiB与国际单位制（SI）中的MB（106）还是有严格的区别。MiB已经被所有主要的标准组织接受使用，但在真正的计算机工业中使用比较少。MB还是经常被当成这个单位在使用。

## 与其他储存单位的换算
- 1 MB = 1,000KB
- 1 MB = 1,000,000（106）B
- 1 GB = 1,000 MB
- 1 TB = 1,000,000（106）MB

另外，Megabyte曾經同等於但現今約等於Mebibyte（MiB），其换算是：
- 1 MiB = 1,024 KiB = 1,048,576 (10242) B
- 1 GiB = 1,024 MiB
- 1 TiB = 1,024 GiB = 1,048,576 (10242) MiB
- 1 MB ≈ 0.9537 MiB

## 历史
在许多年里，MB的混乱使用是众所周知的。比如1.44MB软盘的容量就是使用1MB=1,024,000bytes计算的，结果不是1.47MB （1.47x1000X1000）或1.40MiB（1.40x1024x1024）。Megabyte通常被用作等于1000 x 1000，也被用作1024 x 1024，甚至被磁盘厂商用作1024 x 1000。这样的用法很混乱并且不合理，操作系统检测出的硬盘容量会比厂商广告中的小。多数的操作系统会在文件大小上使用Mebibytes。例如，所有版本的Windows系统都会将一个220bytes的文件显示为“1.00MB”，而106bytes的文件显示为976kB。在Mac OS X 10.6之前的APPLE系统也是这样显示，10.6之后将文件和磁盘大小都用Megabytes来表示，即将10^6 bytes的文件显示为1MB。
前缀“mebi”是一个二进制前缀，从单词“mega”和“binary”得来，这表明它和它的词源——国际单位制中的“mega”在数值上很接近。1 MiB等于220 bytes或1,048,576 bytes，与1MB不同，1MB等于1,000,000 bytes。前缀“mebi-”由国际电工委员会（IEC）于1998年12月提出。它和其相关单位现在已经被电气电子工程师学会（IEEE）和国际度量衡委员会（CIPM）所支持。
在《计算机程序设计艺术》中，高德纳提出把mebibyte叫作“large megabyte”（缩写为MMB）。

## 延伸閲讀
- (PDF). PDP-10 System Reference Manual 1. Digital Equipment Corporation (DEC). August 1969  [2017-04-05]. （原始内容存档 (PDF)于2017-04-05）.
- Ashley Taylor. “Bits and Bytes.” Stanford. https://web.stanford.edu/class/cs101/bits-bytes.html （页面存档备份，存于）